# ایرگس
ایرگس (انگلیسی: Airgas) شرکت پتروشیمی آمریکایی است، که در سال ۱۹۸۲ تأسیس شد.